# Fanerocotylair
Fanerocotylair (Grieks: φανερός phaneros = 'zichtbaar', κοτύλη kotulè = 'vaas') is een term uit de plantkunde die aangeeft dat de zaadlobben (cotylen) bij de kieming uit de zaadhuid tevoorschijn komen. De reden hiervoor is dat bij deze planten de zaadlobben al de eerste blaadjes bevatten. De voedingsstoffen voor de kieming worden in dit geval al vroeg via fotosynthese aangemaakt.
Het tegengestelde van fanerocotylair is cryptocotylair. Hierbij blijven de zaadlobben in de zaadhuid verborgen, en bevatten zij zelf de voedingsstoffen die bij de kieming gebruikt worden.
De termen fanerocotylair en cryptocotylair werden in 1965 voorgesteld door de botanicus James A. Duke. In die tijd werd al een indeling gemaakt tussen planten met epigeïsche (de zaadlob wordt boven de grond geduwd) en hypogeïsche kieming (de zaadlob blijft onder de grond). Duke vond deze termen etymologisch niet correct, en introduceerde daarna fanerocotylair en cryptocotylair als alternatieven. Fanerocotylair zou dus het synoniem zijn van epigeïsch.
Later bleek echter dat er zeldzame gevallen zijn van soorten waarvan de kieming epigeïsch is, maar toch cryptocotylair. Een voorbeeld hiervan is Rollinia salicifolia uit de zuurzakfamilie (Annonaceae). Daarom zijn er indelingen voorgesteld die met beide factoren rekening houden.